# Carl Borack
Carl Lewis Borack (Staten Island, 12 luglio 1947) è un ex schermidore statunitense.

## Biografia
Ha partecipato ai Giochi della XX Olimpiade di Monaco di Baviera nel 1972.

## Palmarès
In carriera ha conseguito i seguenti risultati:
- Giochi Panamericani:

Winnipeg 1967: oro nella spada a squadre.
Cali 1971: oro nel fioretto a squadre.